# Морсели, Нуреддин
Нуредди́н Морсели́ (араб. نور الدين مرسلي‎; род. 28 февраля 1970, Тенес, Эш-Шелифф) — алжирский бегун, олимпийский чемпион 1996 года на дистанции 1500 м, 4-кратный чемпион мира, экс-рекордсмен мира на дистанциях 1500 м, 2000 м, 3000 м и 1 миля.

## Биография
В 1988 году стал вице-чемпионом мира среди юниоров на дистанции 1500 метров, в 1989 году выиграл национальный чемпионат на этой дистанции. Совершенствовал своё мастерство во время обучения в Риверсайдском городском колледже (США).
28 февраля 1991 года установил свой первый мировой рекорд в закрытом помещении на дистанции 1500 метров (3.34,16), а через две недели в Севилье стал на ней чемпионом мира в помещении. Летом того же года выиграл чемпионат мира в Токио.
В начале 1992 года побил мировой рекорд для залов на 1000 метров (2.15,26), а в сентябре установил мировой рекорд на 1500 метров (3.28,86). В 1994 году стал победителем Игр доброй воли в Санкт-Петербурге, Кубка мира и Гран-при ИААФ. В 1993 и 1995 годах вновь становился чемпионом мира на «полуторке», а в 1996 году выиграл Олимпийские игры в Атланте. В конце 1996 года потерпел первое за четыре года поражение на дистанции 1500 метров от марокканца Хишама Эль-Герружа, после чего карьера Морсели пошла на спад. Завершил карьеру в 2000 году после неудачного выступления на Олимпиаде в Сиднее (не прошёл в финальный забег). В настоящее время занимается вопросами развития спорта на африканском континенте.
В 1990—1995 гг. шесть раз становился обладателем лучшего результата сезона в мире на дистанции 1500 м, а в 1993—1994 годах — и на дистанции 3000 м. Дважды признавался лучшим легкоатлетом мира (1993 и 1994).

## Семья
Старший брат Нуреддина Абдеррахман (род. 1957) также был легкоатлетом и участвовал в Олимпийских играх 1980 и 1984 годов на дистанции 1500 м, но не добился особых успехов. Личный рекорд Абдеррхамана на дистанции 1500 м — 3 мин 36,26 сек.

## Результаты

### Рекорды мира
Сотрудничество Морсели с «зайцем» Кеном Вашингтоном началось с его первого мирового рекорда на 1500 м в 1992 году и длилось до 1994, когда Кен прекратил свою карьеру.
| Дистанция                | Результат    | Место        | Дата         |
| Рекорды мира             | Рекорды мира | Рекорды мира | Рекорды мира |
| ------------------------ | ------------ | ------------ | ------------ |
| 1500 метров              | 3.28,86      | Риети        | 6.9.1992     |
| 1500 метров              | 3.27,37      | Ницца        | 12.7.1995    |
| 1 миля                   | 3.44,39      | Риети        | 5.9.1993     |
| 2000 метров              | 4.47,88      | Париж        | 3.7.1995     |
| 3000 метров              | 7.25,11      | Монте-Карло  | 2.8.1994     |
| Рекорды мира в помещении |              |              |              |
| 1000 метров              | 2.15,26      | Бирмингем    | 22.2.1992    |
| 1500 метров              | 3.34,16      | Севилья      | 28.2.1991    |